# Доброљупци
Доброљупци (до 2007. године Доброљубци) су насеље у Србији у општини Александровац у Расинском округу. Према попису из 2022. има 285 становника (према попису из 2011. било је 341 становник).

## Демографија
У насељу Доброљубци живи 307 пунолетних становника, а просечна старост становништва износи 45,1 година (43,3 код мушкараца и 47,0 код жена). У насељу има 119 домаћинстава, а просечан број чланова по домаћинству је 3,14.
Ово насеље је скоро у потпуности насељено Србима (према попису из 2002. године), а у последњих пет пописа, примећен је пад у броју становника.
|  |

| Демографија | Демографија | Демографија |
| Година      | Становника  | Становника  |
| ----------- | ----------- | ----------- |
| 1948.       | 633         |             |
| 1953.       | 653         |             |
| 1961.       | 587         |             |
| 1971.       | 548         |             |
| 1981.       | 481         |             |
| 1991.       | 425         | 425         |
| 2002.       | 374         | 374         |
| 2011.       | 341         |             |
| 2022.       | 285         |             |

| Етнички састав према попису из 2002.‍ | Етнички састав према попису из 2002.‍ | Етнички састав према попису из 2002.‍ | Етнички састав према попису из 2002.‍ | Етнички састав према попису из 2002.‍ |
| ------------------------------------ | ------------------------------------ | ------------------------------------ | ------------------------------------ | ------------------------------------ |
|                                      |                                      |                                      |                                      |                                      |
| Срби                                 | Срби                                 |                                      | 373                                  | 99,73%                               |
| Црногорци                            | Црногорци                            |                                      | 1                                    | 0,26%                                |
| непознато                            | непознато                            |                                      | 0                                    | 0,0%                                 |

| Година пописа     | 1948. | 1953. | 1961. | 1971. | 1981. | 1991. | 2002. |
| ----------------- | ----- | ----- | ----- | ----- | ----- | ----- | ----- |
| Број домаћинстава | 101   | 107   | 112   | 128   | 136   | 124   | 119   |

| Број чланова      | 1  | 2  | 3  | 4  | 5  | 6 | 7 | 8 | 9 | 10 и више | Просек |
| ----------------- | -- | -- | -- | -- | -- | - | - | - | - | --------- | ------ |
| Број домаћинстава | 20 | 33 | 20 | 23 | 12 | 5 | 5 | 0 | 0 | 1         | 3,14   |

| Пол    | Укупно | Неожењен/Неудата | Ожењен/Удата | Удовац/Удовица | Разведен/Разведена | Непознато |
| ------ | ------ | ---------------- | ------------ | -------------- | ------------------ | --------- |
| Мушки  | 164    | 45               | 103          | 14             | 2                  | 0         |
| Женски | 153    | 14               | 104          | 30             | 5                  | 0         |
| УКУПНО | 317    | 59               | 207          | 44             | 7                  | 0         |

| Пол    | Укупно                    | Пољопривреда, лов и шумарство | Рибарство                            | Вађење руде и камена | Прерађивачка индустрија       |
| ------ | ------------------------- | ----------------------------- | ------------------------------------ | -------------------- | ----------------------------- |
| Мушки  | 96                        | 60                            | 0                                    | 0                    | 26                            |
| Женски | 52                        | 36                            | 0                                    | 0                    | 13                            |
| УКУПНО | 148                       | 96                            | 0                                    | 0                    | 39                            |
| Пол    | Производња и снабдевање   | Грађевинарство                | Трговина                             | Хотели и ресторани   | Саобраћај, складиштење и везе |
| Мушки  | 0                         | 3                             | 1                                    | 0                    | 1                             |
| Женски | 0                         | 1                             | 1                                    | 0                    | 0                             |
| УКУПНО | 0                         | 4                             | 2                                    | 0                    | 1                             |
| Пол    | Финансијско посредовање   | Некретнине                    | Државна управа и одбрана             | Образовање           | Здравствени и социјални рад   |
| Мушки  | 0                         | 0                             | 1                                    | 2                    | 0                             |
| Женски | 0                         | 0                             | 0                                    | 0                    | 0                             |
| УКУПНО | 0                         | 0                             | 1                                    | 2                    | 0                             |
| Пол    | Остале услужне активности | Приватна домаћинства          | Екстериторијалне организације и тела | Непознато            | Непознато                     |
| Мушки  | 0                         | 0                             | 0                                    | 2                    | 2                             |
| Женски | 1                         | 0                             | 0                                    | 0                    | 0                             |
| УКУПНО | 1                         | 0                             | 0                                    | 2                    | 2                             |